# Liberty Walk (Miley Cyrus)
Liberty Walk è un brano musicale della cantante statunitense Miley Cyrus, prima traccia del terzo album in studio Can't Be Tamed.

## Classifiche
| Classifiche (2010) | Posizione massima |
| ------------------ | ----------------- |
| Canada             | 79                |
| Stati Uniti        | 103               |